# Polycarpe, maître calligraphe
Pour plus de détails, voir Fiche technique et Distribution.
Polycarpe, maitre calligraphe (Policarpo, ufficiale di scrittura) est une comédie italienne réalisé par Mario Soldati, sorti en 1959.

## Fiche technique
- Titre original : Policarpo, ufficiale di scrittura
- Réalisateur : Mario Soldati

## Distribution
- Renato Rascel : Policarpo De Tappetti
- Carla Gravina : Celeste De Tappetti
- Romolo Valli : commandeur Egidio Marzi Laurenzi
- Tony Soler : Eufemia Frasca
- Luigi De Filippo : Gerolamo 'Gegè' Pancarano di Rondò
- Checco Durante : le père de Mario Marchetti
- Renato Salvatori : Mario Marchetti
- Anita Durante

## Distinctions
Le film a été présenté en sélection officielle en compétition au Festival de Cannes 1959.